# Свитава
Свитава (на чешки: Svitava) е река в Чехия.
Дължината на реката е 98 km. Площта на водосборния ѝ басейн е 1 149 km². Средният годишен отток е 5 m³/s. Източникът на водите основно са снегове и дъждове. Пълноводието на реката е през пролетта. Приток на река Свратка. Тече последователно през окръзите Пардубице, Бланско, Бърно-град и Бърно-район в Южноморавския край.

## Притоци
- Кржетинка, десен,
- Бела, ляв,
- Пунква, ляв.